# Catharina Felicia van Rees
Catharina Felicia van Rees (22 d'agost del 1831 - 1 d'abril del 1915) fou una escriptora, editora i compositora feminista dels Països Baixos. Va escriure novel·les sobre la vida de compositors i edità una col·lecció d'"autores holandeses" per a usar el llenguatge de l'època. Publicà les novel·les amb el pseudònim de Celéstine. Treballà per l'educació de les dones holandeses. Mostrà un cert interés en la història de Sud-àfrica i escrigué l'himne de Transvaal.

## Biografia
Catharina van Rees era filla de l'inspector d'impostos Richardus van Rees i de Constantia Wilhelmina Piper. Cresqué amb altres vuit fills en una família adinerada. Després de la mort de son pare, un dels germans de sa mare es feu càrrec de la família i a Catharina li donà l'oportunitat de desenvolupar el talent musical. Componia peces per a piano als cinc anys. La seua primera òpera, Els debutants, s'estrenà el 1855.
Del 1862 al 1867 Van Rees visqué a la regió d'Arnhem, amb la filantropa i reformadora social Jeanne Merkus i feu campanya per l'emancipació de les dones a principis de la dècada dels 1860. Va escriure per a revistes literàries com De Tijdspiegel o Nederland, amb el pseudònim de Celéstine fins al 1870.
Del 1869 ençà va viure a Alemanya i continuà les activitats editorials a Bonn. Va mantenir contacte amb la feminista Louise Otto-Peters, presidenta de l'Associació General de Dones Alemanyes, treballant per a la revista de l'associació Neue Bahnen i per a la revista feminista Onze Vocation.(1)
A més a més de les activitats literàries en la dècada dels 1870, també fou molt activa com a compositora. El 1874 publicà almenys trenta composicions, la majoria per a piano amb i sense veu. Es va fer més coneguda amb l'anomenat Himne de Transvaal, que compongué a partir del 1875 a petició de Thomas François Burgers, president de la República de Sud-àfrica. S'havien conegut mentre estudiava teologia a Utrecht i també interpretà el flautista en la seua òpera Els debutants. En acabant, però, l'himne oficial de Transvaal n'és un altre.(5)
La col·lecció de Catharina van Rees és ara al Museu Holandés de Literatura i Centre de Documentació de La Haia; hi ha correspondència seua a la Biblioteca de la Universitat de Leiden, i un recull de partitures a l'Institut Holandés de Música de La Haia.

### Selecció d'obres
- Les Débutants (1855)
- Zuster Catchinka (1866)
- Rob's moeder (1868)
- De familie Mixpicle (1877)